# Lucrezia Borgia (opera)
Lucrezia Borgia è un'opera di Gaetano Donizetti, su libretto di Felice Romani, tratto dall'omonima tragedia di Victor Hugo. La prima rappresentazione dell'opera inaugurò la stagione di Carnevale del Teatro alla Scala di Milano il 26 dicembre 1833.

## Le prime rappresentazioni e la censura
Lucrezia Borgia segna l'incrinatura dei rapporti tra Donizetti e Romani, che collaboravano insieme dall'anno dello sfortunato debutto del compositore alla Scala, con Chiara e Serafina nel 1822: in seguito i due avevano conosciuto sia indiscussi trionfi (Anna Bolena, 1830, e L'elisir d'amore, 1832) sia altri clamorosi insuccessi (Ugo, Conte di Parigi, 1832).
L'opera, adattata da Romani a pochi mesi dal debutto sulle scene del dramma di Hugo, viene tuttavia consegnata dal librettista al compositore con notevole ritardo rispetto alla prassi, appena un mese prima del debutto sulle scene. La vedova di Romani, Emilia Branca, attribuisce le cause del ritardo della stesura del libretto sia ai problemi della censura, sia a quelli relativi alla primadonna, Henriette Méric-Lalande, che pretendeva di chiudere l'opera con un'aria di bravura. Tuttavia i resoconti di Emilia Branca tuttora vengono ritenuti poco affidabili, sia per quanto riguarda i capricci del soprano, sia per quanto riguarda la censura, che invece colpirà l'opera negli altri teatri e non a Milano. 
Il debutto fu funestato da un'indisposizione della primadonna, che si rimise solo nelle successive serate: nonostante il grande successo di pubblico, testimoniato dalle trentatré repliche totalizzate in tre mesi, la critica si scagliò ferocemente sia contro il soggetto scabroso e scandaloso, sia contro la penuria di arie solistiche secondo la "tradizione italiana". Fu questo uno dei motivi che spinse Donizetti a rimaneggiare più volte la partitura dell'opera, soprattutto il brano finale riservato alla protagonista, già privato del "da capo" a partire dalla prima ripresa dell'opera avvenuta a Firenze nel 1836, con protagonista Luigia Boccabadati. Altre modifiche furono le nuove arie concepite per i tenori Nikolaj Ivanov e Mario.

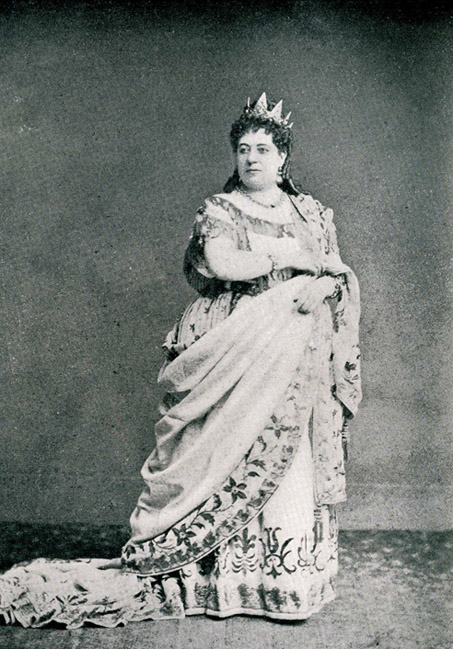
Thérèse Tietjens nel ruolo di Lucrezia Borgia, nel 1862

Accanto alle questioni musicali, Donizetti si scontrò con quelli relativi alla censura: quando l'opera fu rappresentata a Parigi il 27 ottobre 1840 al Théâtre des Italiens con Giulia Grisi nel ruolo del titolo, Hugo si oppose all'utilizzo del titolo originale e ottenne un'ingiunzione contro ulteriori rappresentazioni. Il libretto venne quindi riscritto e reintitolato La Rinnegata per il 31 ottobre, con i personaggi italiani cambiati in turchi. Il soggetto, per l'epoca assai scabroso, aveva d'altronde già subito pesanti interventi censori in Italia, che comportarono modifiche sostanziali al titolo, ai versi e alla trama. Di volta in volta Lucrezia Borgia fu rappresentata con altri titoli e con ambientazioni diverse: Alfonso, duca di Ferrara, Dalinda, Elisa da Fosco, Eustorgia da Romano, Giovanna I di Napoli, Nizza de Grenade.
Nonostante i problemi degli adattamenti, Lucrezia Borgia divenne una delle opere più popolari di Donizetti, tanto da sopravvivere lungamente nel repertorio fino alla fine del XIX Secolo. Dopo qualche decennio di oblio, è stata riscoperta in tempi moderni grazie alla ripresa del 24 aprile 1933 nell'ambito del Maggio Musicale Fiorentino. Nel secondo Novecento l'opera è stata un cavallo di battaglia di Montserrat Caballé, Leyla Gencer, Joan Sutherland, Renée Fleming, Edita Gruberová, Mariella Devia e Denia Mazzola Gavazzeni.
Straordinario successo ebbe l'edizione della gennaio 1992 a Palermo, sotto la direzione del maestro Gianandrea Gavazzeni, regia di Filippo Crivelli, con scene e costumi dipinti e volumetrici, riprodotti dai bozzetti di Sironi per l'edizione 1933 del Maggio Musicale gennaio 1992: protagonista Denia Mazzola-Gavazzeni, affiancata da Salvatore Fisichella e Elena Zilio.

## Cast della prima assoluta
| Personaggio          | Interprete              |
| -------------------- | ----------------------- |
| Alfonso I d'Este     | Luciano Mariani         |
| Lucrezia Borgia      | Henriette Méric-Lalande |
| Maffio Orsini        | Marietta Brambilla      |
| Gennaro              | Francesco Pedrazzi      |
| Jeppo Liverotto      | Napoleone Marconi       |
| Don Apostolo Gazella | Giuseppe Visanetti      |
| Ascanio Petrucci     | Ismaele Guaita          |
| Oloferno Vitellozzo  | Giuseppe Vaschetti      |
| Rustighello          | Raineri Pochini         |
| Gubetta              | Domenico Spiaggi        |
| Astolfo              | Francesco Petrazzoli    |

## Trama

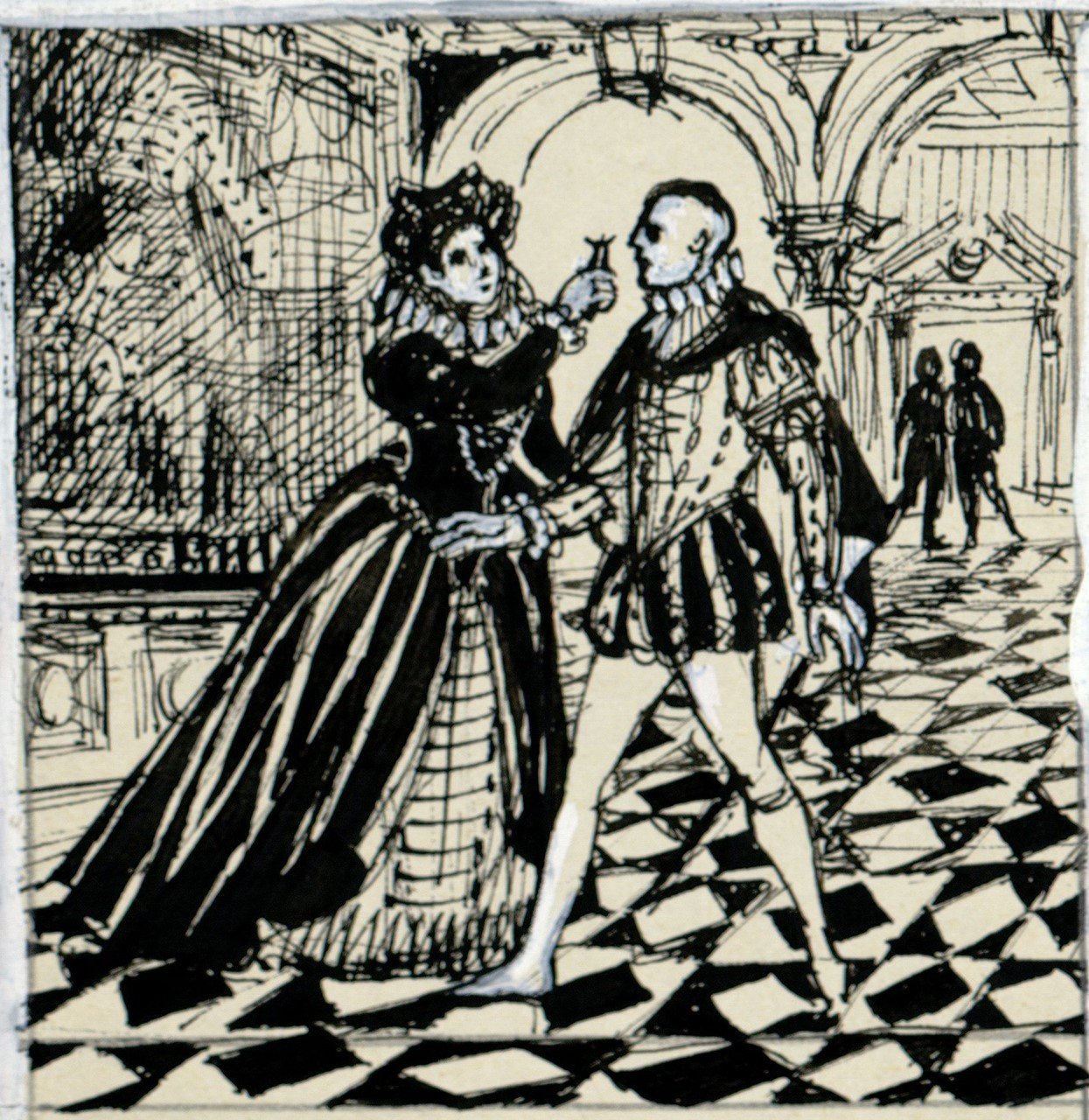
Disegno per copertina di libretto, disegno per Lucrezia Borgia (s.d.). Archivio Storico Ricordi

### Prologo
A Venezia si festeggia il Carnevale presso Palazzo Grimani. Tra gli invitati figurano alcuni componenti della scorta di Grimani, ambasciatore veneziano presso la Corte di Ferrara, capeggiati dal serioso Gennaro e dall'esuberante Maffio Orsini. Un altro invitato, tale Gubetta, si unisce all'elogio della bella vita veneziana lodando l'ospitalità di un'altra signoria italiana: quella degli Estensi, guidati da Alfonso e dalla consorte, Lucrezia Borgia. Al solo nominare quest'ultima, l'intera sala si raggela: la maggior parte degli invitati ha subìto ogni sorta di angheria dalla donna e dalla sua potente e pericolosa famiglia. Maffio giustifica di fronte a tutti il suo odio contro di lei: dopo una battaglia a Rimini era stato salvato da Gennaro e i due, riparatisi in un bosco, avevano ascoltato l'oracolo di un vecchio indovino che li esortava a fuggire da Lucrezia, per non rischiare la pena la morte (Nella fatal di Rimini). Gli amici esortano Maffio a non pensare a quella vicenda così lugubre in un clima di festa e si allontanano nel palazzo a festeggiare. 

Gennaro, che si era addormentato durante il racconto di Maffio, rimane solo ma vegliato da una misteriosa donna appena giunta in gondola: è Lucrezia Borgia stessa, da tempo interessata al giovane Gennaro. Gubetta, informatore della donna, tenta di metterla in guardia, dato che a Venezia è piena di nemici. Lei però non ascolta il suo consiglio e lo allontana, volendo rimanere sola a contemplare il giovane ancora addormentato, incurante di essere spiata da altre due figure mascherate (Com'è bello, quale incanto). Gennaro si sveglia, e rimane colpito dalla bellezza della dama misteriosa, verso la quale professa un immediato e ardente amore. Il giovane, tuttavia, si corregge, affermando che il suo amore è diretto verso un'altra donna: sua madre, che tuttavia non ha mai conosciuto. Lucrezia, incuriosita dalle sue parole, lo invita a proseguire, e Gennaro le racconta la storia della sua vita: adottato da un pescatore, non ha mai conosciuto sua madre, finché un giorno un cavaliere gli aveva recato una lettera firmata dalla madre tanto ricercata, la quale, temendo per le loro vite, non ha voluto palesargli il proprio nome (Di pescatore ignobile). Al racconto, Lucrezia si commuove, rassicurandolo che un giorno potrà incontrare la donna che cerca. 

Improvvisamente sopraggiungono gli amici di Gennaro, che, inorriditi, riconoscono la Borgia, rivelando la sua identità all'amico incredulo, svelandone i delitti e insultandola (Maffio Orsini, signora, son io). Gennaro si allontana, disgustato.

### Atto Primo
A Ferrara, sotto la casa di Gennaro, viene rivelata l'identità delle due maschere che spiavano Lucrezia e Gennaro: nientemeno che il marito di Lucrezia stesso, il Duca Alfonso, insieme al suo scherano Rustighello. Stanco e umiliato dalle continue tresche della moglie, il Duca ha deciso di eliminare l'ennesimo rivale (Vieni, la mia vendetta). 

Alfonso e Rustighello si ritirano quando escono dalla casa. Maffio e gli altri amici continuano a stuzzicare Gennaro per “l'avventura galante" con la Borgia, che abita proprio di fronte a Gennaro: il giovane, infastidito dai loro scherzi, per provare ai loro occhi il suo odio verso la donna, sfregia lo stemma del suo palazzo (col pugnale rimuove la "B" della scritta "Borgia", risultando, così, "orgia"). Gli amici si ritirano ed entrano, insieme, Rustighello e Astolfo, scherano di Lucrezia. Il primo vuole portare Gennaro da Alfonso, dove incontrerebbe sicura morte; il secondo vuole invece portarlo da Lucrezia per una festa: Rustighello e i suoi hanno la meglio su Astolfo, che fugge, mentre gli scherani del Duca entrano in casa di Gennaro. 

A Palazzo Ducale, una Lucrezia infuriata affronta il marito: alla moglie il Duca risponde di aver già catturato il vandalo, che lei vuole morto, e gode nel vedere il suo terrore quando le viene presentato Gennaro. Lucrezia allora, rimasta ancora sola col marito, chiede la grazia per il giovane Gennaro: Alfonso rifiuta sfogandosi con lei, rinfacciandole i tradimenti e manifestandole la sua volontà di vendicarsi (Soli noi siamo). Il Duca finge di accordare il perdono a Gennaro, ma segretamente costringe Lucrezia a versare al giovane una coppa di vino avvelenato: ma la donna, appena uscito il marito, intima a Gennaro di fuggire subito tramite una porta segreta, non prima di avergli fatto bere un antidoto ed avergli ordinato di allontanarsi da Ferrara (Infelice! Il veleno bevesti).

### Atto Secondo
Rustighello e i suoi hanno seguito Gennaro, ritornato a casa, e lo spiano mentre ha un colloquio con Maffio: Gennaro, dopo quanto successo al palazzo dei duchi, ha intenzione di lasciare Ferrara, ma l'amico riesce a farlo desistere, e lo invita a una festa presso la casa della principessa Negroni (Minacciata è la mia vita). I due amici partono, ma non vengono seguiti dagli scherani del Duca: Rustighello sa che alla festa della Negroni c'è una trappola mortale tesa dalla stessa Lucrezia. 

Alla festa della Negroni, Gennaro, Maffio e i loro amici bevono e brindano in onore all'ospite di casa: Gubetta, tuttavia, complice di Lucrezia nella sua vendetta, provoca Maffio, e ne segue una lite che fa fuggire le donne, lasciando soli gli invitati. Sedata la rissa, un coppiere porta del vino di Siracusa, bevuto da tutti, meno che da Gubetta: solo Gennaro si accorge di questa singolarità. Mentre Maffio intona un brindisi (Il segreto per esser felici), da fuori scena risuonano dei lugubri canti che si avvicinano. Gli invitati, con orrore, scoprono tutte le porte della casa bloccate, ed appare Lucrezia, trionfante. La donna comunica agli invitati di essersi vendicata per l'affronto subìto a Venezia avvelenando il vino che poco fa hanno bevuto, e mostra loro le bare già pronte: Gennaro allora avanza, affermando che ve ne servirà una in più. Lucrezia, sconvolta, fa uscire tutti quanti per rimanere sola con Gennaro: la donna rimprovera al giovane di averle disobbedito per non aver abbandonato la città, ma Gennaro le mostra l'antidoto che gli è rimasto. Lucrezia si rasserena, ma quando Gennaro afferma di volerlo dividere con gli amici lo informa che quel che gli è rimasto gli basta appena per salvarsi: Gennaro, allora, si prepara ad ucciderla, per vendicare gli amici. La donna per fermarlo gli rivela la verità: egli è un Borgia, e per di più il suo stesso figlio (M'odi, ah, m'odi). Gennaro, dapprima inorridito dalla notizia, in punto di morte cerca il conforto della madre che non ha mai conosciuto fino ad allora (Madre, se ognor lontano), e muore. Alfonso rientra con tutta la corte, esultante per la morte del "rivale", ma Lucrezia lo mette al corrente della verità, implorando per sé stessa la vendetta di Dio (Era desso il figlio mio) prima di svenire.

## Struttura musicale
- Preludio

### Prologo
- N. 1 - Introduzione Bella Venezia! - Nella fatal di Rimini (Gazzella, Petrucci, Orsini, Gubetta, Vitellozzo, Liverotto, Gennaro, Coro)
- N. 2 - Romanza Lucrezia, duetto Lucrezia e Gennaro e finale I Come è bello!...Quale incanto - Di pescatore ignobile - Maffio Orsini, signora, son io (Lucrezia, Alfonso, Rustighello, Gennaro, Orsini, Vitellozzo, Liverotto, Petrucci, Gazzella, Coro)

### Atto I
- N. 3 - Cavatina Alfonso Vieni: la mia vendetta (Alfonso, Rustighello)
- N. 4 - Recitativo e coro Addio, Gennaro - Non far motto: parti, sgombra (Orsini, Liverotto, Vitellozzo, Petrucci, Gazzella, Gennaro, Gubetta, Rustighello, Coro, Astolfo)
- N. 5 - Recitativo e finale II Tutto eseguisti? - Soli noi siamo - Della duchessa ai preghi (Alfonso, Rustighello, Usciere, Lucrezia, Gennaro)

### Atto II
- N. 6 - Introduzione Rischiarata è la finestra (Coro)
- N. 7 - Recitativo e duetto Gennaro e Orsini Sei tu? - Minacciata è la mia vita (Gennaro, Orsini, Coro, Rustighello)[3]
- N. 8 - Pezzo concertato Viva il Madera! - Il segreto per esser felici (Liverotto, Vitellozzo, Gazzella, Petrucci, Orsini, Gubetta, Gennaro, Coppiere, Coro, Lucrezia)
- N. 9 - Rondò Lucrezia Tu pur qui?...Né sei fuggito?... - Era desso il figlio mio (Lucrezia, Gennaro, Alfonso, Rustighello, Coro)[4]

### Arie alternative
- N. 2 Cabaletta alternativa di Lucrezia Si voli il primo a cogliere, al posto della seconda strofa della Cavatina Com'è bello (composta per Giulia Grisi, Lucrezia nella versione parigina del 1840)
- N. 6a Scena e romanza Gennaro Partir degg'io... T'amo qual s'ama un angelo (composta per Nicola Ivanoff, Gennaro nella versione censurata del 1838 dal titolo Eustorgia da Romano)
- N. 6b Scena e romanza Gennaro Com'è soave... Anch'io provai le tenere (composta per Mario, Gennaro nella versione parigina del 1840)
- N. 9 Arioso di Gennaro Madre, se ognor lontano (composta per Nicola Ivanoff, Gennaro nella versione censurata del 1838 dal titolo Eustorgia da Romano)

## Registrazioni
| Anno | Cast (Lucrezia, Gennaro, Alfonso, Maffio)                             | Direttore        | Etichetta    |
| ---- | --------------------------------------------------------------------- | ---------------- | ------------ |
| 1966 | Montserrat Caballé, Alfredo Kraus, Ezio Flagello, Shirley Verrett     | Jonel Perlea     | RCA          |
| 1977 | Joan Sutherland, Giacomo Aragall, Ingvar Wixell, Marilyn Horne        | Richard Bonynge  | Decca        |
| 1979 | Leyla Gencer, Alfredo Kraus, Bonaldo Giaiotti, Elena Zilio            | Gabriele Ferro   | Living Stage |
| 2010 | Mariella Devia, Giuseppe Filianoti, Alex Esposito, Marianna Pizzolato | Marco Guidarini  | Bongiovanni  |
|      | Edita Gruberová, José Bros, Franco Vassallo, Silvia Tro Santafé       | Andriy Yurkevych | Nightingale  |
| 2019 | Carmela Remigio, Xabier Anduaga, Marko Mimica, Varduhi Abrahamyan     | Riccardo Frizza  | Dynamic      |

## Video
| Anno | Cast (Lucrezia, Gennaro, Alfonso, Maffio)                                    | Direttore         | Etichetta     |
| ---- | ---------------------------------------------------------------------------- | ----------------- | ------------- |
| 1977 | Joan Sutherland, Ron Stevens, Robert Allman, Margreta Elkins                 | Richard Bonynge   | Opus Arte     |
| 1980 | Joan Sutherland, Alfredo Kraus, Stafford Dean, Anne Howells                  | Richard Bonynge   | Pioneer       |
| 2007 | Dīmītra Theodossiou, Roberto De Biasio, Enrico Giuseppe Iori, Nidia Palacios | Tiziano Severini  | Naxos Records |
| 2009 | Edita Gruberová, Pavol Breslik, Franco Vassallo, Alice Coote                 | Bertrand de Billy | EuroArts      |
| 2011 | Renée Fleming, Michael Fabiano, Vitalij Kowaljow, Elizabeth DeShong          | Riccardo Frizza   | EuroArts      |
| 2019 | Carmela Remigio, Xabier Anduaga, Marko Mimica, Varduhi Abrahamyan            | Riccardo Frizza   | Dynamic       |

## Brani famosi
- Nella fatal di Rimini, aria di Maffio (Prologo)
- Com'è bello, cavatina di Lucrezia (Prologo)
- Vieni, la mia vendetta, aria di Alfonso (atto I)
- Soli noi siamo, duetto di Lucrezia e Alfonso (atto I)
- Il segreto per esser felici, brindisi di Maffio (atto II)
- Era desso il figlio mio, cabaletta di Lucrezia (atto II)